# 魚住純子
魚住 純子（うおずみ じゅんこ、1933年6月17日 - 2015年1月13日）は、日本の女優。東京府出身。

## 人物
東京都立第二高等女学校卒業。松竹音楽舞踊学校卒業。俳優座演技研究所を経て、1952年に東映に入社。1953年に退社した後はフリーランスとなり、テレビ・ラジオでの活動を開始。綜芸プロに所属し、最終所属はエス・オー・プロモーション。
1967年に魚住のスキャンダルをでっちあげて週刊誌に報道させたとして、魚住の元所属事務所「文芸会」の社長と同社の女性事務員、『週刊実話』の編集長と同誌女性記者が名誉棄損の疑いで逮捕される事件が起こり、社長と事務員が起訴されたが、判決前の同年5月30日に東京拘置所の独房で社長が首つり自殺、女性事務員も6月30日に静岡・畑毛温泉で睡眠薬自殺(未遂)を図った（魚住純子中傷事件）。自殺した社長は公判中に脅迫の余罪が発覚し、あらたに偽証罪で５人が逮捕され、懲役刑が確実視されていた。
2015年（平成27年）1月13日、肺炎のため死去。満81歳没。

## 出演作品

### 映画
- 水色のワルツ（1952年・東映）
- むぎめし学園（1953年・東映）
- 健児の塔（1953年・東映）
- 風雲天満動乱（1957年・新東宝）
- 危し!伊達六十二万石（1957年・新東宝）
- 汚れた肉体聖女（1958年・新東宝）
- 水戸黄門とあばれ姫（1959年・新東宝）
- 黒線地帯（1960年・新東宝）
- 肉体の野獣（1960年・新東宝）
- トップ屋を殺せ（1960年・新東宝）
- 女と命をかけてブッ飛ばせ（1960年・新東宝）
- 女王蜂の逆襲（1961年・新東宝）
- 恋愛ズバリ講座 第三話 好色（1961年・新東宝）
- 北上川悲歌（1961年・新東宝）
- スター誕生（1963年・松竹）

### テレビドラマ
- 東芝日曜劇場 限りなき前進（1957年、KR）
- 特別機動捜査隊（NET)
- 人形佐七捕物帳 第20話「狂女の舞扇」（1971年、NET）
- 月曜・女のサスペンス 寝台特急出羽号 赤い爪痕の女（1991年、TX）

### 吹き替え
- サーフサイド6（チャチャ（マルガリータ・シェラ））